# Nagrada Cvijeta Zuzorić
Nagrada Cvijeta Zuzorić je bila državna književna nagrada.
Ime je dobila po hrvatskoj književnici Cvijeti Zuzorić.
Iznosila je 400 dinara.
Dobitnici su:
(popis nepotpun)
- 1927.: Momčilo Nastasijević za Zapis o darovima moje rođake Marije.
- 1928.: Mara Đorđević Malagurski za pripovijetku Vita Đanina[1]
- 1931.: Desanka Maksimović za pjesmu Umor
- 1932.: Milan Kašanin za roman Pijana zemlja
- 1933.: Mak Dizdar
- 1940.: Silvije Bombardelli za skladbu Pisme sa škojih[2]
- 1940.: Stanojlo Rajičić za Drugi gudački kvartet i pjesme iz ciklusa Jedanaest motoričnih pesama[3]
- 1941.: Enver Čolaković, za roman Mujića Hanka i Legenda o Ali-paši